# Азнавурян, Карина Борисовна
Кари́на Бори́совна Азнавуря́н (в браке — Лушникова, род. 20 сентября 1974, Баку) — российская фехтовальщица, двукратная олимпийская чемпионка (2000, 2004), чемпионка мира (2003), чемпионка Европы (2004) и чемпионка России (2005) в шпаге. Заслуженный мастер спорта России (1996). Выступала за Московское городское физкультурно-спортивное объединение Москомспорта (МГФСО).

## Биография
Родилась 20 сентября 1974 года в Баку в армяно-азербайджанской семье. Начала заниматься фехтованием в Баку под руководством Ольги Матлиной. В 1990 году из-за начавшегося армяно-азербайджанского конфликта вместе с семьёй переехала в Москву. Сменив рапиру на шпагу, стала тренироваться под руководством Александра Кислюнина.
Получила образование в училище олимпийского резерва № 3, затем окончила Российскую государственную академию физической культуры.
В 1996 году в составе сборной России стала бронзовым призёром Олимпиады в Атланте. В 1997 году выиграла серебряные медали 19-й Универсиады как в командном так и в личном первенстве.
В дальнейшем в составе сборной России побеждала на Олимпийских играх в Сиднее (2000) и Афинах (2004), на чемпионате мира (2003) и Европы (2004).
Не приняла участие в Олимпийских играх в Пекине, так как из-за травмы позвоночника не смогла набрать необходимые рейтинговые очки для отбора в личный олимпийский турнир, а командные соревнования по фехтованию на шпагах среди женщин не вошли в программу этой Олимпиады.
После завершения своей спортивной карьеры в 2008 году возглавила детско-юношескую спортивную школу Московского среднего специального училища олимпийского резерва № 3, а в августе 2012 года была назначена директором этого училища. 1 сентября в качестве директора она провела урок в училище.
Посол от фехтования на II Всемирных играх боевых искусств в Санкт-Петербурге.

## Награды и звания
- Орден Почёта (24 августа 2005) — за большой вклад в развитие физической культуры и спорта, высокие спортивные достижения на Играх XXVIII Олимпиады 2004 года[8]
- Орден Дружбы (19 апреля 2001) — за большой вклад в развитие физической культуры и спорта, высокие спортивные достижения на Играх XXVII Олимпиады 2000 года в Сиднее[9]
- Медаль ордена «За заслуги перед Отечеством» II степени (6 января 1997) — за заслуги перед государством и высокие спортивные достижения на XXVI летних Олимпийских играх 1996 года[10]
- Заслуженный мастер спорта России (1996)

## Личная жизнь
Муж — Евгений Лушников, гандболист, выступал за клуб «Чеховские медведи» и сборную России. У пары две дочери: Ульяна (род. 2002) и Алеся (род. 2010).
Своим родным языком считает русский, однако почти на одинаковом с ним уровне владеет армянским и азербайджанским языками.